# Wide- és Open-öbölbeli csata
A Wide- és Open-öbölbeli csata a második világháborúban, az új-britanniai hadjáratok részeként zajlott le a szövetségesek és a Japán Birodalom között 1944 decembere és 1945 áprilisa között.
1944 novemberében az ausztrál erők partra szálltak a Jacquinot-öbölben, ahol logisztikai központot hoztak létre, majd átvették az amerikai katonák helyét a szigeten, és korlátozott offenzívába kezdtek a japán erők ellen. Az ausztrálok az amerikaiak által korábban kialakított állásokból indulva a Gazelle-félsziget felé nyomultak, hogy még szorosabbra húzzák a gyűrűt a nagy japán támaszpont, Rabaul körül. Két irányban haladtak: az északi parton a Hoskins-foktól az Open-öböl, a délin a Jacquinot-öbölből a Wide-öböl felé. 1945 tavaszára sikerült kiépíteniük és biztosítaniuk új hadállásaikat a két öböl között. A harcok ezután egészen alacsony intenzitásuak lettek, az ausztrálok célja az volt, hogy minél kisebb veszteséggel tartsák zár alatt a jóval nagyobb japán haderőt. Ez a helyzet a háború végéig megmaradt.

## Előzmények
A japánok 1942 februárjában foglalták el Új-Britanniát, miután lerohanták a kislétszámú ausztrál helyőrséget Rabaulban. A japánok ezután hatalmas támaszponttá fejlesztették Rabault, amely fontos ellenőrzőpontja lett a térségnek. 1943 decemberében az amerikaiak a Cartwheel hadművelet részeként partra szálltak Arawénél és a Gloucester-foknál, és létfontosságú repülőtereket foglaltak el. Fő céljuk az Új-Britannia és Új-Guinea közötti tengeri átjáró ellenőrzése volt. A túlpartot a Huon-félszigeti offenzívával biztosították. A szövetségesek, habár korábban Rabaul invázióját tervezték, megelégedtek azzal, hogy a japán támaszpontot elszigeteljék. Ennek érdekében újabb kétéltű inváziókat hajtottak végre Új-Britannián: 1944 augusztusában biztosítottak Talasea környékét, majd az ausztrálok partra szálltak a Jacquinot-öbölben, és logisztikai bázist hoztak létre a további hadműveletek támogatására.

## Összecsapások

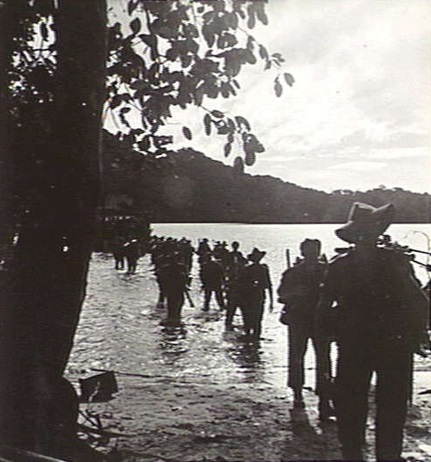
Katonák az Open-öbölben

1945 első hónapjaiban a japánok több összecsapást provokáltak a Gazelle-félszigettől nyugatra, de az ausztrál járőrök visszaverték a támadásokat. Január közepén az ausztrálok, kihasználva a japánok meghátrálását, Ea Ea felé nyomultak az Open-öböl nyugati szélénél. A japánok visszavonultak a Turiu-folyóhoz, az öböl északi csücskéhez, ahol a mocsaras terület jó természetes védelmi lehetőséget biztosított. Az ausztrál előrenyomulás Watunál ért ideiglenesen véget.
Még decemberben az ausztrál haditengerészet egységei megkezdték a járőrözést a déli part mentén, a Wide-öböl felé. A hónap végén az ausztrál szárazföldi csapatok Cutarpból Sampun, a Wide-öböl déli vége felé nyomultak. A télen járőrbázist hoztak létre Milimben. Február 15-én a szövetséges légierő japán állásokat támadott a Kalai ültetvény északi részén. A japánok visszavonultak, ezt kihasználva az ausztrálok két nappal később elfoglalták a kamandrami kereskedőállomást. Február végén az ausztrálok Waitavalo felé haladtak a Kalai ültetvény felől. Tolnál az ausztrálok megtalálták az 1942-es japán invázió során meggyilkolt ausztrál katonák tömegsírját.
A szövetségesek átkeltek a Wulwut-folyón, majd hat héten át súlyos harcokat folytattak a Sugi-hegyen található megerősített japán állásokért. A legnagyobb csata a Bacon-hegyért folyt, amelyet március 18-án foglaltak el. Március közepén két japán repülő bombákkal támadta a wulwut-i hidat.

## A háború végéig
Az összecsapások után az ausztrálok nem nyomultak tovább, hanem védelemre rendezkedtek be, és a háború végéig sikerült elszigetelniük Rabault, ahol 93 ezer katona állomásozott. A harcokban 53 ausztrál elesett, 140 megsebesült, 21 betegségben, balesetben hunyt el. A japán veszteség 206 halott volt.

## Fordítás
Ez a szócikk részben vagy egészben  a   Battle of Wide Bay–Open Bay című angol Wikipédia-szócikk ezen változatának fordításán alapul.  Az eredeti cikk szerkesztőit annak laptörténete sorolja fel. Ez a jelzés csupán a megfogalmazás eredetét és a szerzői jogokat jelzi, nem szolgál a cikkben szereplő információk forrásmegjelöléseként.